# Bodo Morshäuser
Bodo Morshäuser (* 28. Februar 1953 in Berlin) ist ein deutscher Schriftsteller.

## Leben
Bodo Morshäuser veröffentlichte seit Mitte der Siebzigerjahre Beiträge in Berliner Stadtmagazinen. Er war freiberuflich Autor und Moderator von Jugendfunk-Sendungen beim Sender Freies Berlin und ist bis heute als Autor von Hörspielen und Features im Rundfunk tätig. Seine erste Buchveröffentlichung war ein Gedichtband, der noch der damaligen Strömung der Alltagslyrik zugerechnet wurde. Ab 1983 legte er in rascher Abfolge mehrere Erzählungen vor. Seine Erzählung Die Berliner Simulation, die zur Zeit der Westberliner Punkkultur und Hausbesetzerbewegung spielt, machte ihn einem breiten Publikum bekannt. Die folgenden Prosaarbeiten thematisieren vor jeweils Westberliner Hintergrund das Leben in einer überwachten Gesellschaft sowie die Jugend- und Popkultur. In den Neunzigerjahren widmete Morshäuser sich besonders dem Thema des aufkommenden Rechtsextremismus unter deutschen Jugendlichen nach der deutschen Wiedervereinigung. Sein Roman In seinen Armen das Kind ist eine Abrechnung mit den Folgen der Achtundsechziger-Bewegung. Seine Erzählung Und die Sonne scheint ist der Bericht über eine Krebserkrankung.
Bodo Morshäuser war Mitglied des PEN-Zentrums Deutschland. Er ist Gründungsmitglied des PEN Berlin. Er erhielt u. a. 1983 den Ernst-Willner-Preis beim Ingeborg-Bachmann-Wettbewerb in Klagenfurt, 1984 den Förderpreis des Bremer Literaturpreis sowie, neben vielen anderen Stipendien, 1988 und 1990 ein Alfred-Döblin-Stipendium.

## Werke
- Alle Tage, Gedichte, Berlin 1979, ISBN 3-88022-212-6
- Die Berliner Simulation, Erzählung, Frankfurt am Main 1983, ISBN 3-518-37793-0
- Blende, Erzählung, Frankfurt am Main 1985, ISBN 3-518-03220-8
- Nervöse Leser, Erzählung, Frankfurt am Main 1987, ISBN 3-518-38215-2
- Revolver, Erzählungen, Frankfurt am Main 1988, ISBN 3-518-11465-4
- Hauptsache Deutsch, Frankfurt am Main 1992, ISBN 3-518-11626-6
- Warten auf den Führer, Frankfurt am Main 1993, ISBN 3-518-11879-X
- Der weiße Wannsee, Ein Rausch, Frankfurt am Main 1993, ISBN 3-518-39213-1
- Gezielte Blicke, Berlin 1995, ISBN 3-88747-095-8
- Tod in New York City, Roman, Frankfurt am Main 1995, ISBN 3-518-40714-7
- Liebeserklärung an eine häßliche Stadt, Berliner Gefühle, Frankfurt am Main 1998, ISBN 3-518-39433-9
- In seinen Armen das Kind, Roman, Frankfurt am Main 2002, ISBN 3-518-45543-5
- Beute machen, Roman, Frankfurt am Main 2006, ISBN 3-518-41741-X
- Die Berliner Simulation, Erzählung, Neuausgabe, Berlin 2014, ISBN 978-3-944174-02-0
- Und die Sonne scheint, Erzählung, Hanani-Verlag, Berlin 2014, ISBN 978-3-944174-03-7

Bodo Morshäuser veröffentlichte Gedichte, Erzählungen und Essays in zahlreichen Zeitungen, Zeitschriften, Anthologien und Lesebüchern.
Außerdem veröffentlichte er elf Hörspiele, elf einstündige Radiofeatures und acht Radioerzählungen bei verschiedenen Rundfunksendern. Daneben zahlreiche Buchrezensionen und zahlreiche Kurzbeiträge für verschiedene Sender.
In den 1980er Jahren war er Autor und Moderator der Sendereihe Plattensprünge beim Sender Freies Berlin, anschließend regelmäßiger Autor der Sendereihe Passagen (SFB).
Nach Motiven des Buchs Hauptsache Deutsch entstand der Spielfilm Hass im Kopf von Uwe Frießner (Erstausstrahlung 1994 auf arte).

## Herausgeberschaft
- Die Ungeduld auf dem Papier und andere Lebenszeichen, Berlin 1978 (zusammen mit Jürgen Wellbrock)
- Thank you good night, Frankfurt am Main 1985